# Silvia Jelincic

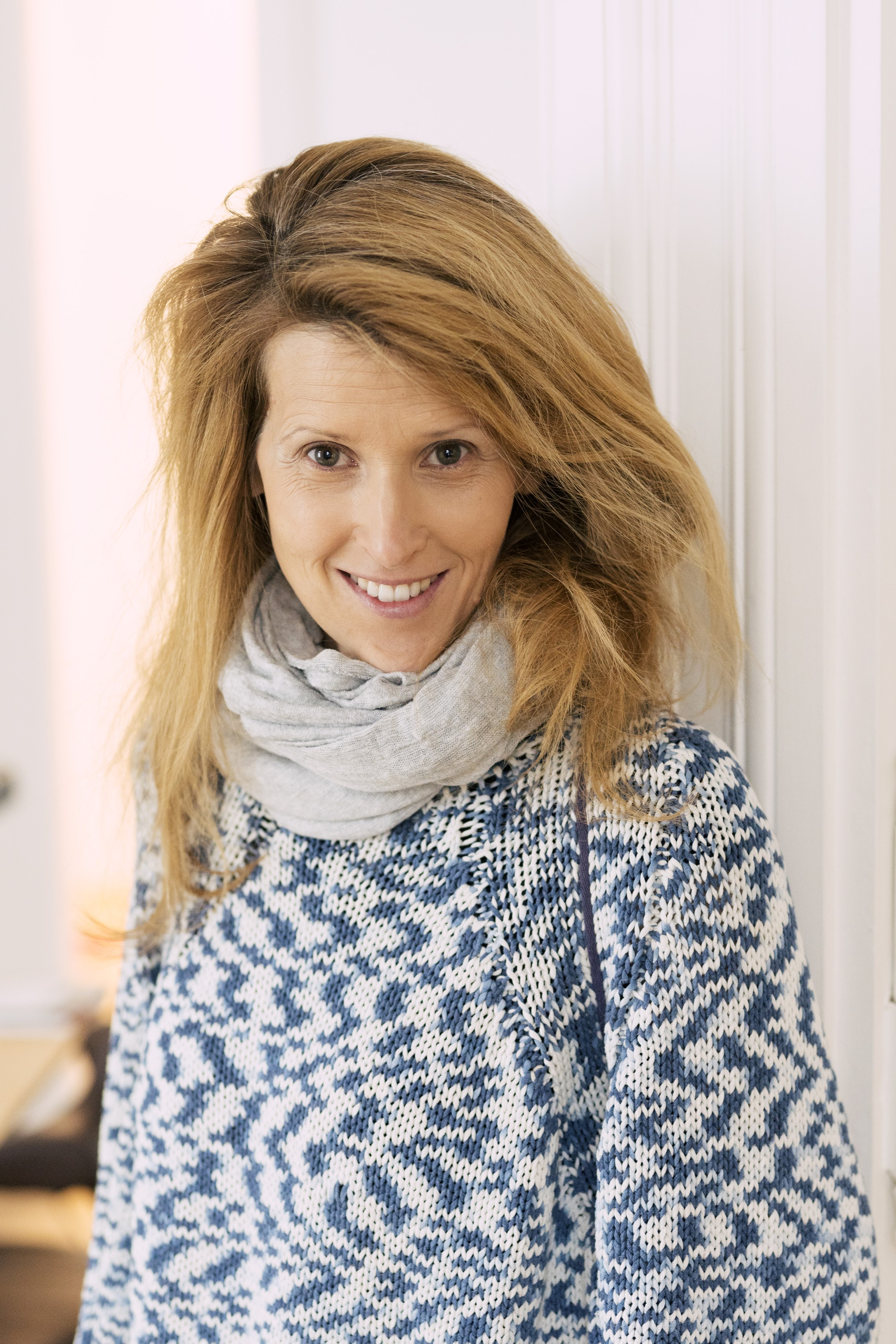
Silvia Jelincic (2020)

Silvia Jelincic (* 1978 in Wien) ist eine österreichische Journalistin.

## Leben
Silvia Jelincic wurde als Tochter von nach Österreich emigrierten kroatischen Eltern geboren. Sie wuchs in Mödling auf, wo sie auch ihre Matura bestand. Anschließend studierte sie Wirtschaft, Deutsch, Französisch und Kroatisch in Wien und zog 2003 nach New York, wo sie an der NYU den Master in Kommunikationswissenschaften abschloss. In New York schrieb sie für die Croatian Chronicle, in Wien moderierte und gestaltete sie Beiträge für TIV. Jelincic arbeitete unter anderem auch für den ORF, darunter Vera Russwurm.
Jelincic war zehn Jahre als Wirtschaftsjournalistin beim wöchentlich erscheinenden Wirtschaftsmagazin Format (jetzt Trend) tätig und ist Kolumnistin der Nachrichtenseite www.vienna.at. 

Im September 2014 gründete Jelincic die Meinungsplattform Fischundfleisch.com. Neben der Plattform betreibt Jelincic eine Social-Media-Agentur und schreibt unter anderem für die Sonntagsausgabe der Kronen Zeitung (Krone bunt) sowie für das Red Bulletin.
Darüber hinaus entwickelt sie Drehbücher und Storytelling-Kampagnen für Russmedia. Jelincic hatte die Idee zu einem A1-Spot mit Mountainbikeprofi Fabio Wibmer. Der Spot ging mit mehr als 260 Millionen Klicks auf YouTube viral. Für den österreichischen Buchverlag edition a entwickelt Jelincic Themen und schreibt Bücher. Sie arbeitet auch für das Start-up Campus a, zu der die Hugo Portisch Journalistenakademie zählt.

## Auszeichnungen
- 2008: Preis für Handelspublizistik, verliehen von der Wirtschaftskammer und der WU Wien.
- 2014: Zweitbeste in der Kategorie „Redakteur Wirtschaft Österreich“, gekürt vom journalistischen Branchenblatt  Extradienst
- 2014: Österreichischer Medieninnovationspreis für die Blogging-Plattform www.fischundfleisch.com

## Publikationen
- Silvia Jelincic: Die nackte Elite, edition a, ISBN 978-3-85485-230-8
- Herwig Kollaritsch im Gespräch mit Silvia Jelincic: Pro & Contra Corona-Impfung: Tipps für die persönliche Impfentscheidung, edition a, Wien 2020, ISBN 978-3-99001-511-7
- Silvia Jelincic, Paul Plener: Sie brauchen uns jetzt, edition a, Wien 2021, ISBN 978-3-99001-523-0
- Silvia Jelincic, Michael Kunze: Der Glückskompass: Das ganze Wissen der Welt über Glück in einem Buch, edition a, Wien 2021, ISBN 978-3-99001-479-0
- Elke Kahr, Silvia Jelincic: Es geht auch anders, edition a, Wien 2023, ISBN 978-3-99001-622-0
- Silvia Jelincic: Wir im besten Alter, edition a, Wien 2024, ISBN 978-3-99001-779-1
- Elke Kahr, Silvia JelincicEs geht auch anders, edition a, Wien 2023, ISBN 978-3-99001-622-0.